# 3 Body Problem
3 Body Problem (tidigare: The Three-Body Problem) är en amerikansk tv-serie i genren science fiction från 2024. Den regisserades av Minkie Spiro och Derek Tsang och är baserad på Liu Cixins roman med samma namn.
Seriens första säsong består av åtta avsnitt och  hade premiär på strömningstjänsten Netflix den 21 mars 2024.

## Handling
Serien kretsar kring den kinesiske fysikern och nanomaterialforskaren Wang Miao. En statlig underrättelsetjänst ber honom infiltrera en grupp som kallas för Science Frontiers. I gruppen har det skett en rad självmord bland medlemmarna. En av dem som begått självmord är astrofysikern Ye Wenjies dotter. Wang har blivit beordrad att undersöka detta fall.

## Rollista (i urval)
- Jess Hong - Jin Cheng
- Saamer Usmani
- Rosalind Chao – Ye Wenjie
  - Zine Tseng – Ye Wenjie som ung
- Jovan Adepo - Saul Durand
- Sea Shimooka
- Benedict Wong – Shi Qiang
- John Bradley
- Eiza González - Augustina 'Auggie' Salazar
- Alex Sharp
- Liam Cunningham
- Marlo Kelly
- Jonathan Pryce
- Ben Schnetzer
- Eve Ridley
- Jason Forbes
- Stacy Abalogun